# Prix du scénario (Festival d'Angoulême)
Pour les articles homonymes, voir Prix du scénario.
Le Prix du scénario est remis à des auteurs de bandes dessinées au Festival international de la bande dessinée d'Angoulême. Il récompense l'album paru en français dont le scénario est jugé le meilleur par le jury, pour une année donnée. Entre 1993 et 1995, ce prix s'appelait « Alph-Art de la meilleure histoire » et est devenu « Alph-Art du scénario » en 1996. En 2004, en même temps que tous les autres prix du festival, cette distinction prit le nom plus formel de « Prix du scénario ».
Dans la liste qui suit, le vainqueur du prix est mentionné en gras, suivi par les albums nommés.

## Prix du scénario (1974-1986)

### Prix du scénariste français (1974-1978)
- 1974 : Christian Godard
- 1975 : Claire Bretécher
- 1976 : Pierre Christin
- 1977 : Jacques Lob
- 1978 : Gérard Lauzier

### Prix du scénariste étranger (1974-1978)
- 1974 : Roy Thomas
- 1975 : Sydney Jordan
- 1976 : Raoul Cauvin
- 1977 : Willy Vandersteen
- 1978 : Sirius

### Prix du meilleur scénariste (1979-1980)
- 1979 : Daniel Ceppi pour Stéphane Clément t. 2 : À l'Est de Karakulak, Les Humanoïdes Associés
- 1980 : Jean-Claude Forest pour Ici Même

## Prix du scénario (1993-2006)
- 1993 : Saigon-Hanoï de Cosey, éd. Dupuis, Marcinelle
- 1994 : Le Processus de Marc-Antoine Mathieu, éd. Delcourt, Paris
- 1995 : Le Lièvre de Mars : Tome 2 d'Antonio Parras et Patrick Cothias, éd. Glénat, Grenoble
- 1996 : Juan Solo : Fils de flingue de Georges Bess et Alejandro Jodorowsky, éd. Les Humanoïdes associés, Paris
- 1997 : Le Voyage d'Edmond Baudoin, éd. L'Association, Paris
- 1998 : Kid Congo de Loustal et Philippe Paringaux, éd. Casterman, Bruxelles
- 1999 : La Grande Arnaque de Carlos Trillo et Domingo Mandrafina, éd. Albin Michel, Paris
- 2000 : L'Ascension du Haut Mal : Tome 4 de David B.
- 2001 : Les Quatre Fleuves d'Edmond Baudoin et Fred Vargas
- 2002 : Persepolis : Tome 2 de Marjane Satrapi, éd. L'Association, Paris
- 2003 : Quartier lointain : Tome 1 de Jirō Taniguchi, éd. Casterman, Bruxelles
- 2004 : Sandman : la Saison des brumes de Neil Gaiman, éd. Delcourt, Paris
- 2005 : Comme des lapins de Ralf König, éd. Glénat, Grenoble
- 2006 : Les Mauvaises Gens d'Étienne Davodeau, éd. Delcourt, Paris